# Rosenfeld (Baden-Württemberg)
Rosenfeld település Németországban, azon belül Baden-Württembergben. Lakosainak száma 6590 fő (2023. december 31.). Rosenfeld Dautmergen, Haigerloch, Geislingen, Zimmern unter der Burg, Sulz am Neckar, Epfendorf, Vöhringen és Oberndorf am Neckar községekkel határos.

## Népesség
| Lakosok száma | 4632 | 4767 | 5178 | 5216 | 5182 | 5844 | 6315 | 6563 | 6321 | 6590 |
|               | 1961 | 1967 | 1974 | 1980 | 1987 | 1993 | 2000 | 2006 | 2013 | 2023 |